# سید محمدکاظم موسوی بجنوردی
سیّد محمّدکاظم موسوی بجنوردی (زادهٔ اول خرداد ۱۳۲۱ در شهر نجف) از سیاستمداران و اندیشه‌وران ایرانی است. او مؤسس و رهبر حزب ملل اسلامی، از مؤسسان حزب جمهوری اسلامی و عضو کمیتهٔ مرکزی آن، استاندار اصفهان در سال آغازین انقلاب، نماینده تهران در دوره اول مجلس شورای اسلامی، بنیان‌گذار و رئیس مرکز دائرةالمعارف بزرگ اسلامی (مرکز پژوهش‌های ایرانی و اسلامی)، رئیس سازمان اسناد و کتابخانه ملی ایران در دورهٔ رئیس‌جمهوری سید محمد خاتمی (۱۳۷۶–۱۳۸۴) بود.

## زندگی شخصی و خانوادگی
کاظم بجنوردی در سال ۱۳۲۱ش/۱۹۴۲م در خانواده ای روحانی در شهر نجف به دنیا آمد. او پنجمین فرزند میر سید حسن موسوی بجنوردی (زاده ۱۲۷۷ش/۱۸۹۸م)، (صاحب کتاب مشهور دورهٔ قواعد فقه) از مراجع تقلید و علمای ایرانی ساکن نجف بود. مادرش صدیقه بیگم، نوه دختری سید ابوالحسن اصفهانی مرجع بزرگ دنیای تشیع و از شاگردان آخوند خراسانی بود. همسر او امیره فرهنگ، دختر محمود انصاری قمی است. کاظم بجنوردی دارای چهار فرزند به نامهای حسن، حسین، علی و محسن است. برادر بزرگ او آیت‌الله سید محمدمهدی بجنوردی از علمای برجستهٔ تهران و برادر کوچکش سید محمد موسوی بجنوردی نیز از مجتهدین و علمای حوزه و استاد دانشگاه، که سال‌ها عضو شورای عالی قضایی بود و همچنین پدر همسر سید حسن خمینی می‌باشد. سومین برادر او جواد موسوی بجنوردی در سال ۱۳۶۲ دار فانی را وداع گفت. دو خواهر او به نام‌های طاهره و فاطمه هستند. (مسی به رنگ شفق، صص ۱۲–۱۳)

## تحصیلات
کاظم بجنوردی تحصیلات خود را تا کلاس نهم در مدرسه علوی ایرانیان نجف ادامه داد. همزمان از نوجوانی هم به فراگیری دروس حوزوی روی آورد. او دروس مقدماتی را نزد پدرش و سید محمد فیروزآبادی فراگرفت و در سال ۱۳۳۹ برای تکمیل تحصیلات متوسطه به تهران آمد و در آنجا ضمن ادامه تحصیلات حوزوی به ویژه در فلسفه و کلام موفق به اخذ دیپلم شد. (مسی به رنگ شفق، صص ۱۳ و ۱۷)

## فعالیت سیاسی
محمدکاظم موسوی بجنوردی زادهٔ دههٔ ۱۳۲۰ هجری خورشیدی است و دوران کودکی تا نوجوانی‌اش مصادف با اشغال ایران توسط متفقین، ملی شدن صنعت نفت و کودتای ۲۸ مرداد ۱۳۳۲ بود. در سطح جهانی هم این دوره، عصر نهضت‌های رهایی‌بخش علیه استعمارگران و وابستگانشان، جنگ‌های چریکی و انقلاب‌های چپ‌گرایان در آسیا، آفریقا و آمریکای لاتین بود. محیط زندگی او در عراق هم به‌شدت تحت تأثیر چنین فضایی بود. او هم، مانند بسیاری از هم‌نسلانش، از همان ابتدا به مباحث سیاسی علاقه‌مند شد. در عراقِ آن زمان، فعالیت گروه‌های چپ، که نهایتاً با کودتای عبدالکریم قاسم در ۱۳۳۷ش/۱۹۵۸م به پیروزی رسیدند، بسیار چشمگیر بود. همچنین، گروه‌های مذهبی از گونهٔ اخوان‌المسلمین و حزب الدعوه اسلامی هم فعالیت گسترده‌ای داشتند. کاظم موسوی بجنوردی جوان هم جذب حزب الدعوه شد و اصول اسلام سیاسی و فعالیت تشکیلاتی را در کلاس‌های رهبران فکری این حزب فراگرفت و همزمان به مطالعهٔ کتاب‌های چپ و اسلامی پرداخت. (مسی به رنگ شفق، صص ۱۳–۱۸)

## تأسیس حزب ملل اسلامی
کاظم بجنوردی مدت کوتاهی پس از بازگشت به ایران، حزب ملل اسلامی را با رویکرد مبارزه مسلحانه برای براندازی رژیم پهلوی و برپایی جمهوری اسلامی تأسیس کرد. این حزب، نخستین تشکیلات سیاسی داخل ایران بود که با الهام از نهضتهای رهایی‌بخش آن روزگار، به‌ویژه آمریکای لاتین، مشی مسلحانه را برای فعالیت برگزید و در این زمینه پیشگام سایر حرکتهای چپ و اسلامی محسوب می‌شود (مسی به رنگ شفق، ۲۱–۲۸)

## دستگیری و محکومیت
تشکیلات حزب ملل، در پاییز ۱۳۴۴ لو رفت و بیشتر اعضای آن بازداشت شدند. کاظم بجنوردی و چند تن از دوستان او نیز در جریان یک درگیری مسلحانه در کوه‌های شمال تهران دستگیر شده (مسی به رنگ شفق، ۵۹–۸۱) و برای ۵۵ نفر از آنان کیفر خواست صادر شد (روزنامه اطلاعات، مورخ ۲ بهمن ۱۳۴۴). سرانجام پس از ۲۱ جلسه محاکمه رأی دادگاه در ۱۵ اسفند ۱۳۴۴ صادر و بر اساس آن کاظم بجنوردی به اعدام محکوم شد و برای سایر اعضاء هم احکام سنگینی تعیین گردید (دادگاه نظامی بدوی مربوط به حزب ملل اسلامی، صص ۴–۱۲) به دنبال اعتراضات کنفدراسیون دانشجویان ایرانی مقیم خارج و شخصیتهایی همچون ژان پل سارتر و مراجع نجف و قم، به ویژه وساطت محسن حکیم، سرانجام به دستور محمدرضا پهلوی حکم اعدام به حبس ابد تغییر یافت (مسی به رنگ شفق، صص ۱۱۱–۱۱۶). به دنبال آن، بجنوردی ۱۳ سال در زندان شاهنشاهی بود تا اینکه در آستانه انقلاب اسلامی درآبان ۱۳۵۷ همراه با همه زندانیان سیاسی آن روزگار درحالی‌که چند سالی بود که دیگر به مبارزه مسلحانه باور نداشت و طرفدار دمکراسی شده بود از زندان آزاد شد.

## مسئولیتها در جمهوری اسلامی
کاظم بجنوردی پس از انقلاب اسلامی عهده‌دار مسئولیتهای مختلفی شد. او عضو کمیته مرکزی حزب جمهوری اسلامی و استاندار اصفهان شد و پس از آن، نماینده اولین دوره مجلس شورای اسلامی از تهران گردید. در سال ۱۳۶۲ او با اینکه هنوز عضو مجلس بود از مسئولیتهای سیاسی و اجرایی به تدریج کناره گرفت و مرکز دائرةالمعارف بزرگ اسلامی (مرکز پژوهشهای ایرانی و اسلامی) را تأسیس کرد. او از جدی‌ترین حامیان سید محمد خاتمی در انتخابات دوم خرداد ۱۳۷۶ بود و پس از پیروزی او به سمت مشاور رئیس‌جمهور در امور فرهنگی و ریاست سازمان اسناد و کتابخانه ملی ایران منصوب شد و تا سال ۱۳۸۴ در این سمت باقی ماند. او همواره یکی از نزدیک‌ترین افراد به سید محمد خاتمی بوده است. (مسی به رنگ شفق، صص ۲۰۱، ۲۱۰، ۲۵۱، ۲۹۵ و ۳۱۶ و سایت مرکز دائرةالمعارف بزرگ اسلامی)

## مرکز دائرةالمعارف بزرگ اسلامی
این مرکز علمی و پژوهشی غیردولتی که در سال ۱۳۶۲ توسط سید محمدکاظم موسوی بجنوردی تأسیس شده، هم‌اکنون به یکی از بزرگ‌ترین مؤسسات فرهنگی جهان اسلام تبدیل گشته است. آنچنانکه خود او در خاطراتش آورده، در سالهای زندان به ناکارایی فعالیت مسلحانه و کارآمدی و پایداری فرهنگ پی برده و اندیشه ایجاد چنین مرکزی در ذهنش شکل گرفته است. جالب آنجاست که ساختمان بزرگ مرکز دائرةالمعارف، در تپه‌های دارآباد تهران قرار دارد که در سال ۱۳۴۴ موسوی بجنوردی در آن، اسلحه به دست، دستگیر شد. او در اوج سالهای انقلاب و جنگ و در دوره غربت و عسرت فرهنگ، از سیاست فاصله گرفت و این مرکز را ایجاد کرد و در آن گروه بزرگی از دانشمندان و فرهنگ دوستان ایرانی مانند عبدالحسین زرین‌کوب، عباس زریاب خویی، شرف‌الدین خراسانی، احمد تفضلی، ایرج افشار، احمد اقتداری و ده‌ها چهره مشهور دیگر را که پس از انقلاب فرهنگی به حاشیه رفته بودند، جمع کرد و زمینه کار و فعالیت آنان را فراهم نمود. (مسی به رنگ شفق، صص ۲۹۴–۳۲۰، باستانی پاریزی، روزنامه اطلاعات، ۲۴ دی ۱۳۹۱) این حلقه فرهنگی به کمک ده‌ها پژوهشگر جوان ابتدا به تدوین دائرةالمعارف بزرگ اسلامی همت گماشت که تا کنون ۲۳ جلد فارسی، ۹ جلد ترجمه عربی و ۶ جلد ترجمه انگلیسی از آن منتشر شده است. در سال‌های بعد با وجود اینکه بسیاری از آن بزرگان از دنیا رفتند ولی چون در دوره حیاتشان نیروهای زبده‌ای را پرورش دادند، راه آنان ادامه یافت و مرکز، تحت مدیریت سید محمدکاظم موسوی بجنوردی راه ترقی و شکوفایی را پیمود. این مرکز هم‌اکنون دارای کتابخانه‌ای با بیش از نهصد هزار جلد کتاب است و در آن پروژه‌های بزرگی مانند دانشنامه ایران، دانشنامه فرهنگ مردم ایران و … در حال انجام است. آخرین کار منتشر شده توسط مرکز تاریخ جامع ایران در ۲۰ جلد بود که با استقبال گسترده روبرو شد.

## فعالیتهای علمی
- سرویراستار مجموعه دائرةالمعارف بزرگ اسلامی از ۱۳۶۲ تاکنون
- سرویراستار مجموعهٔ دانشنامه ایران از ۱۳۷۶ تاکنون
- سرپرست و عضو برد علمی Encyclopaedia Islamica
- سرپرست علمی مجموعهٔ دانشنامۀ تهران بزرگ از ۱۳۸۶ تاکنون
- سرویراستار دانشنامه فرهنگ مردم ایران از ۱۳۸۴ تاکنون
- سرویراستار مجموعهٔ دائرةالمعارف الاسلامیة الکبری از ۱۳۷۰ تاکنون
- سرپرست علمی تاریخ جامع ایران، جغرافیای جامع ایران و…

## تألیفات
- (مترجم) اقتصاد ما یا بررسیهایی دربارهٔ مکتب اقتصادی اسلام، تهران، برهان، مؤسسه انتشارات اسلامی، ۱۳۵۷ ش
- طرح دائرةالمعارف بزرگ اسلامی، تهران، انتشارات مرکز دائرةالمعارف بزرگ اسلامی، ۱۳۶۳ش؛
- دائرة المعارف بزرگ اسلامی، (۲۲ جلد) زیر نظر محمدکاظم موسوی بجنوردی، تهران، مرکز دائرةالمعارف بزرگ اسلامی، ۱۳۶۷ به بعد؛
- دائرةالمعارف الاسلامیة الکبری، (۹جلد) زیر نظر محمدکاظم موسوی بجنوردی، تهران، مرکز دائرةالمعارف بزرگ اسلامی، ۱۳۷۰ به بعد؛
- خاطرات، تهران، حوزه هنری سازمان تبلیغات اسلامی، ۱۳۷۸ش؛
- مسی به رنگ شفق (خاطرات)، گردآورنده علی‌اکبر رنجبر کرمانی، نشر نی، ۱۳۸۱ش
- دانشنامه ایران، (۴ جلد) زیر نظر محمدکاظم موسوی بجنوردی، تهران، مرکز دائرةالمعارف بزرگ اسلامی، ۱۳۸۴ به بعد؛
- اسلام، پژوهشی تاریخی و فرهنگی (مجموعه مقالات)، زیر نظر محمدکاظم موسوی بجنوردی، تهران، وزارت فرهنگ و ارشاد اسلامی، مرکز دائرةالمعارف بزرگ اسلامی، ۱۳۸۴ش؛
- نشست تخصصی حزب ملل اسلامی، مجموعه سخنرانیها و ضمایم، تهران، مؤسسه مطالعات و پژوهشهای سیاسی؛ موزه عبرت ایران، ۱۳۸۵ش؛
- ایران: تاریخ، فرهنگ، هنر (مجموعه مقالات)، زیر نظر محمدکاظم موسوی بجنوردی، تهران، وزارت فرهنگ و ارشاد اسلامی، مرکز دائرةالمعارف بزرگ اسلامی، ۱۳۸۵ش؛
- بوعلی سینا، شیخ الرئیس ابوعلی حسین بن عبدالله فیلسوف و پزشک نامدار ایرانی (مجموعه مقالات)، زیر نظر محمدکاظم موسوی بجنوردی، تهران، بنیاد علمی و فرهنگی بوعلی سینا، مرکز دائرةالمعارف بزرگ اسلامی، ۱۳۸۸ش؛
- حافظ (زندگی و اندیشه)، اصغر دادبه، زیر نظر محمدکاظم موسوی بجنوردی، تهران، مرکز دائرةالمعارف بزرگ اسلامی، ۱۳۹۱ش؛
- دانشنامه فرهنگ مردم ایران، (۴ جلد) گروه ویراستاران علمی، زیر نظر محمدکاظم موسوی بجنوردی، تهران، مرکز دائرةالمعارف بزرگ اسلامی، ۱۳۹۱ به بعد
- دانشنامه تهران بزرگ، (۳جلد) ویراستار علی کرم همدانی، زیر نظر محمدکاظم موسوی بجنوردی، تهران، مرکز دائرةالمعارف بزرگ اسلامی، ۱۳۹۲ش؛
- تاریخ جامع ایران، (۲۰ جلد)، سرویراستاران: دکتر سیدصادق سجادی، دکتر حسن رضائی باغ‌بیدی و دکتر محمود جعفری دهقی زیر نظر محمدکاظم موسوی بجنوردی، تهران، مرکز دائرةالمعارف بزرگ اسلامی، ۱۳۹۴ش؛ (سایت مرکز دائرةالمعارف بزرگ اسلامی)